# المصاحف لابن الأنباري (كتاب)
كتاب المصاحف لأبي بكر الأنباري من الكتب المتعلقة بالتفاسير، وهو من الكتب المفقودة، إلا أن مادة هذا الكتاب قد حفظها الله سبحانه وتعالى كاملة غير منقوصة في مجموعة من كتب التفسير، وفي مقدمتها موسوعة السيوطي المسماة «الدر المنثور في التفسير بالمأثور»، فقد استوعبت هذه الموسوعة جميع مادة هذا الكتاب ونثرها في ثناياه.
ويعتبر الأنباري من العلماء الذين اهتموا بالأثر في تفاسيرهم، بل إن تفسيره كله ما هو إلا تفسير بالمأثور، والمصادر التي استفاد منها المؤلف لا تخلو مما يلي:
1- القرآن الكريم، فقد أورد عدة روايات تفسيرية فسرت الآية بآية أخرى، مثال: عن قيس بن عباد قال: قرأت على علي {وَطَلْحٍ مَنْضُودٍ} فقال علي: ما بال الطلح؟ أما تقرأ {وطلع} ثم قال: {وَطَلْعٍ نَضِيدٍ} فقيل له: يا أمير المؤمنين أنحكها من المصاحف فقال: لا يهاج القرآن اليوم.
2- السنة النبوية قولية وفعلية. 3- أقوال الصحابة. 4- أقوال التابعين أو تابعيهم من كبار أهل العلم الذين سبقوه. 
|}

## نسبة الكتاب إلى مؤلفه
أكد غير واحد من الحفاظ الذين استشهدوا بنقل الأحاديث إلى كتبهم وعزوها إلى كتاب المصاحف لابن الأنباري، في مواطن لا تحصى في كتب التفاسير، كالسيوطي في الدر المنثور، وابن هشام في مغني اللبيب.

## بيان موارده في المرويات
يعتبر الأنباري من العلماء الذين اهتموا بالأثر في تفاسيرهم، بل إن تفسيره كله ما هو إلا تفسير بالمأثور، والمصادر التي استفاد منها المؤلف لا تخلو مما يلي:
1- القرآن الكريم، فقد أورد عدة روايات تفسيرية فسرت الآية بآية أخرى، مثال: عن قيس بن عباد قال: قرأت على علي {وَطَلْحٍ مَنْضُودٍ} فقال علي: ما بال الطلح؟ أما تقرأ {وطلع} ثم قال: {وَطَلْعٍ نَضِيدٍ} فقيل له: يا أمير المؤمنين أنحكها من المصاحف فقال: لا يهاج القرآن اليوم. 
2- السنة النبوية قولية وفعلية، مثال: عن عقبة بن عامر قال: بينا أنا أسير مع رسول الله صلى الله عليه وسلم فيما بين الجحفة والأبواء إذا غشينا ريح وظلمة شديدة فجعل رسول الله صلى الله عليه وسلم يعوذ بأعوذ برب الفلق، وأعوذ برب الناس ويقول: (يا عقبة تعوذ بهما فما تعوذ متعوذ بمثلهما)، قال: وسمعته يؤمنا بهما في الصلاة.
3- أقوال الصحابة، مثال: عن علي بن أبي طالب أنه قرأ {سَبِّحِ اسْمَ رَبِّكَ الأَعْلَى} [الأعلى:1] فقال: سبحان ربي الأعلى، وهو في الصلاة، فقيل له: أتزيد في القرآن؟ قال: لا، إنما أمرنا بشيء فقلته.
4- أقوال التابعين أو تابعيهم من كبار أهل العلم الذين سبقوه، مثال: عن الحارث الأعور قال: دخلت المسجد، فإذا الناس قد وقعوا في الأحاديث، فأتيت عليًّا فأخبرته، فقال: أوقد فعلوها؟ سمعت رسول الله صلى الله عليه وسلم يقول: (إنها ستكون فتنة)، قلت: فما المخرج منها يا رسول الله؟ قال: (كتاب الله، فيه نبأ من قبلكم، وخبر من بعدكم، وحكم ما بينكم، هو الفصل ليس بالهزل، من تركه من جبار قصمه الله، ومن ابتغى الهدى في غيره أضله الله، وهو حبل الله المتين، وهو الذكر الحكيم، وهو الصراط المستقيم، هو الذي لا تزيغ به الأهواء، ولا تشبع منه العلماء، ولا تلتبس منه الألسن، ولا يخلق من الرد، ولا تنقضي عجائبه، هو الذي لم تنته الجن إذ سمعته حتى قالوا: {إِنَّا سَمِعْنَا قُرْآنًا عَجَبًا، يَهْدِي إِلَى الرُّشْدِ} [الجن:1-2]، من قال به صدق، ومن حكم به عدل، ومن عمل به أجر، ومن دعا إليه هدي إلى صراط مستقيم).

## القيمة العلمية للكتاب
تبحث المرويات في تاريخ نزول السور والآيات القرآنية، وأسباب النزول، وفي معاني مفردات القرآن الكريم بحثا لغويا، وفي أخبار بعض السور التي ذكرها القرآن الكريم في الأمم السابقة لأخذ الحكم والعبر، وفي الناسخ والمنسوخ، وفي فضائل بعض سور القرآن وآياته، مما يعني أنه عنى بأهم مباحث علوم القرآن.